# 諏訪頼重 (南北朝時代)
諏訪 頼重（すわ よりしげ）は、鎌倉時代後期から南北朝時代にかけての武将。諏訪大社の大祝とされるが不詳。系譜については諸説ある。

## 生涯
鎌倉時代において、諏訪大社上社の大祝を務めた諏訪氏の分家（諏訪御内人家）は執権北条氏に御内人として仕えていた。東勝寺においては御内人の諏訪直性や諏訪時光（円光入道）が自刃している。頼重は大祝家の人物で、信濃守護の北条氏の影響下にあったものの、御内人として鎌倉に出仕していたわけではない。
元弘3年（1333年）の鎌倉幕府滅亡時、御内人の諏訪盛高が得宗北条高時の子時行を連れて信濃国に落ち延びると、頼重は諏訪大社で時行を匿った。その後、建武政権によって新たに信濃守護に任じられた小笠原貞宗と諏訪氏とは対立関係になり、小笠原氏の支配に対する不満もあって、やがて頼重・時継父子は時行を奉じ、中先代の乱を起こした。頼重は三浦氏などの援助により、渋川義季、岩松経家、今川範満、小山秀朝などを敗死させ、ついには足利直義を逃走させ、鎌倉を一時占領するが、京より駆けつけた足利尊氏率いる追討軍に大敗し、頼重は子・時継ら43人と勝長寿院で自刃した。
『諏訪史料叢書』巻27に記載されている系図によると、北条時行を鎌倉から脱出させ信濃に連れ出した「諏訪盛高」は頼重と同一人物であるとされるが、諏訪御内人家は諏訪大祝家の分家と推定され、『太平記』巻第十によれば盛高の父は御内人として鎌倉で活動した諏訪直性であるから、両者は同じ諏訪氏ではあるが遠縁の別人である。
諏訪家の家督（大祝職）は、孫の頼継（時継の子）が継承した。

## 画像集

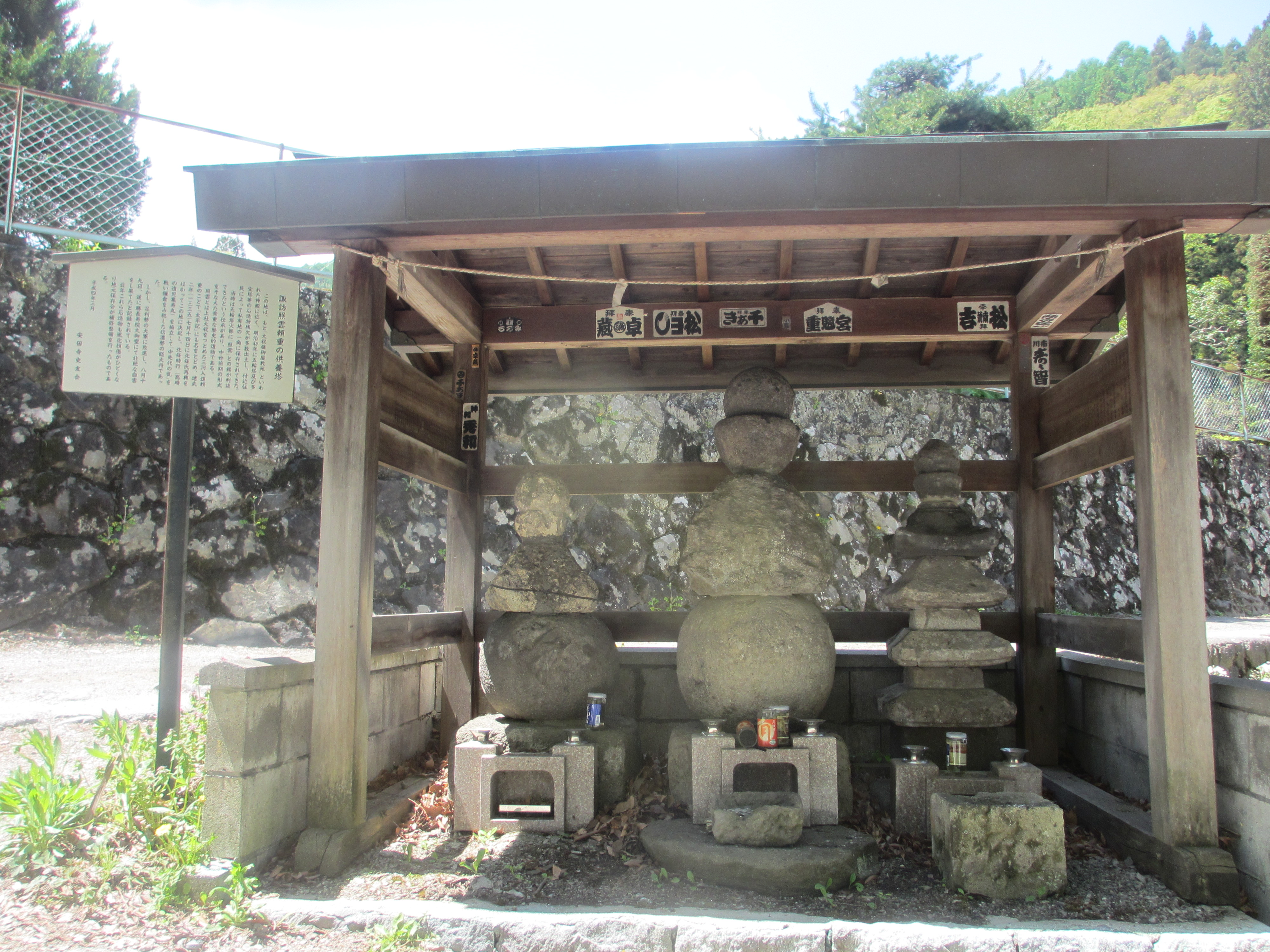
諏訪照雲頼重公の供養塔（長野県茅野市宮川、頂頭部は修復の後がうかがえる）
諏訪大社前宮鳥居（左手に案内板、供養塔は登って右側）
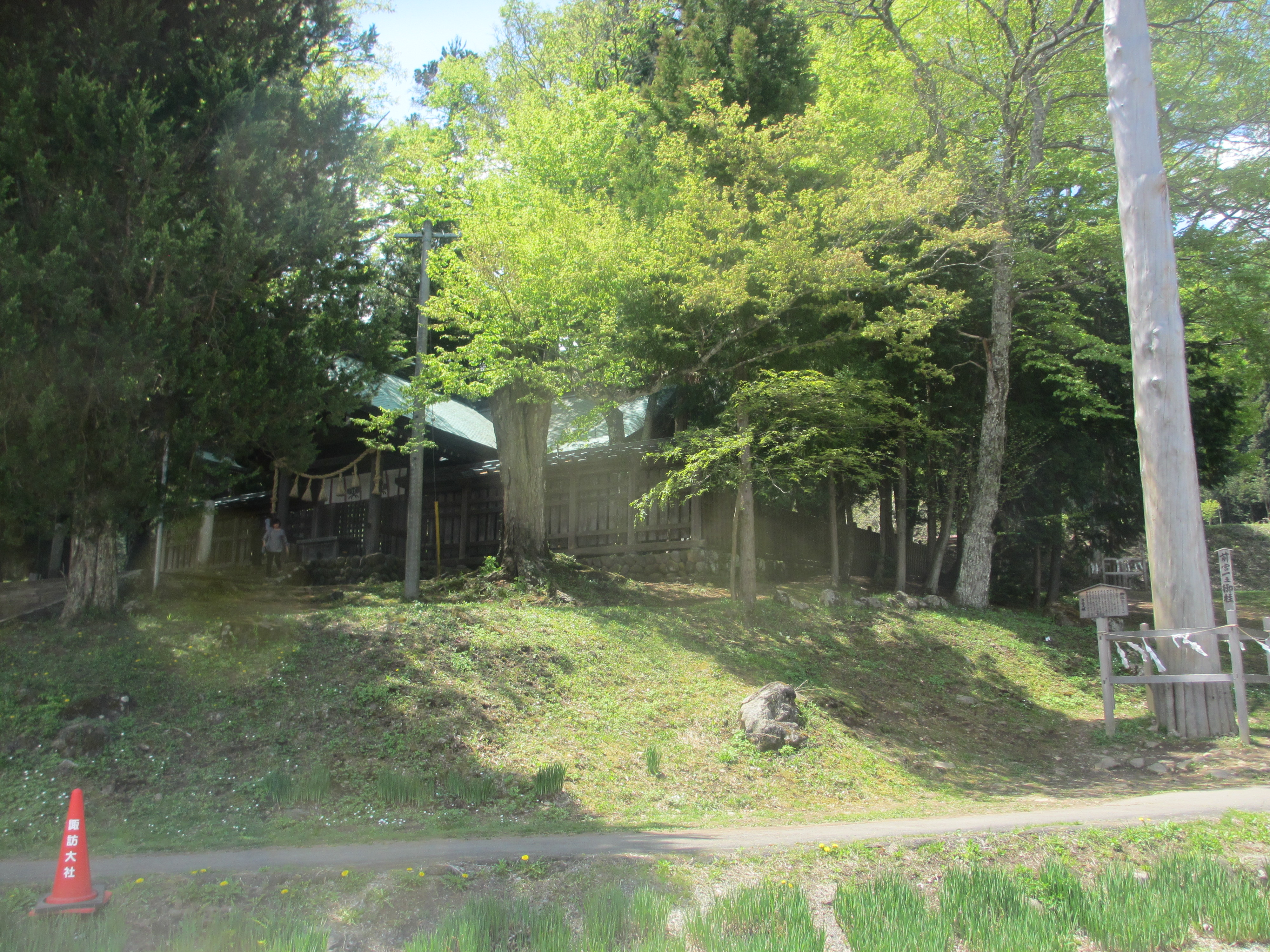
諏訪神社前宮拝所（供養塔は下ると左側）

## 関連作品
漫画
- 松井優征『逃げ上手の若君』（週刊少年ジャンプ連載）

アニメーション
- 『逃げ上手の若君』（2024年、TOKYO MX、声：中村悠一）